# José Lacerda
José Lacerda é um distrito do município brasileiro de Reserva, no Paraná.
De acordo com o Instituto Brasileiro de Geografia e Estatística (IBGE), sua população no ano de 2010 era de 2 731 habitantes.